# FMA Ae.C.3
Die FMA Ae.C.3 Urubera war ein leichtes Mehrzweckflugzeug des argentinischen Herstellers Fábrica Argentina de Aviones.

## Geschichte und Konstruktion
Die Ae.C.3 wurde entwickelt um die bei den argentinischen Fliegerclubs verwendeten Flugzeuge zu ersetzen. Sie war ein leichtes Mehrzweckflugzeug und eine direkte Weiterentwicklung der FMA Ae.C.1 und FMA Ae.C.2-Reihe. Die Besatzung der Ae.C.3 saß in einem geschlossenen Cockpit hintereinander. Das Flugzeug war als Tiefdecker ausgelegt und verfügte über ein nicht einziehbares Spornfahrwerk. Die Tragflächen waren eine Holzkonstruktion und wie der aus Stahlrohren aufgebaute Rumpf mit Stoff bespannt. Angetrieben wurde sie von einem Armstrong-Siddeley-Genet-Major-Fünfzylinder-Sternmotor mit 97 kW.
Eine überarbeitete Version, die Ae.C.3G startete am 21. Januar 1936 zu ihrem Erstflug. Erstmals wurden bei einem in Argentinien produzierten Flugzeug Landeklappen verwendet. Das Flugzeug wurde von einem de Havilland Gipsy Major mit 108 kW angetrieben. Die Maschine flog mit offenem Cockpit, wurde jedoch später mit einem geschlossenen Cockpitdach versehen.
Eine weitere Version war die aerodynamisch verbesserte Ae.C.4, die am 17. Oktober 1936 erstmals flog. Von dieser Maschine wurde nur ein Exemplar gebaut.

## Versionen
- Ae.C.3 – angetrieben von einem Armstrong Siddeley Genet Major mit 97 kW
- Ae.C.3G – angetrieben von einem de Havilland Gipsy Major mit 108 kW und Landeklappen
- Ae.C.4 – aerodynamisch verbesserte Ae.C.3G

## Technische Daten
| Kenngröße             | Daten                                                                |
| --------------------- | -------------------------------------------------------------------- |
| Besatzung             | 1                                                                    |
| Passagiere            | 1                                                                    |
| Länge                 | 8,20 m                                                               |
| Spannweite            | 12,30 m                                                              |
| Höhe                  | 2,5 m                                                                |
| Flügelfläche          | 19 m²                                                                |
| Leermasse             | 670 kg                                                               |
| max. Startmasse       | 964 kg                                                               |
| Reisegeschwindigkeit  | 152 km/h                                                             |
| Höchstgeschwindigkeit | 170 km/h                                                             |
| Dienstgipfelhöhe      | 5500 m                                                               |
| Reichweite            | 700 km                                                               |
| Triebwerke            | 1 × Armstrong Siddeley Genet Major Fünfzylinder-Sternmotor mit 97 kW |